# Шут, Адриан
Адриан Георге Шут (род. 30 апреля 1999, Cociuba Mare, Северо-западный регион развития Румынии; род. 30 апреля 1999, Cociuba Mare, Северо-западный регион развития Румынии) — румынский футболист, полузащитник клуба «Стяуа» и сборной Румынии.

## Клубная карьера
Шут — воспитанник клубов «Изворул Кочуба-Маре», «Либерти», «Тыргу-Муреш». 2 мая 2016 года в матче против «Вииторул» Адриан дебютировал в составе последних. В 2017 году выступал за команду низшей лиги «Униря» из Джуку. В августе 2017 года перешёл в «Пандурий». 19 августа в матче против «Металоглобус» Шут провёл первый матч за новый клуб. 28 августа в поединке против «Миовени» полузащитник забил дебютный гол за «Униря».
Летом 2018 года стал игроком «Клинчени». 11 августа 2018 года в матче против «Дако-Джетика» дебютировал в составе нового клуба. 17 ноября в поединке против «Аэростар» полузащитник забил первый гол за «Клинчени».
В июле 2019 года стал игроком «Стяуа». 27 сентября 2020 года в матче против «Политехника Яссы» дебютировал за новый клуб в румынской Лиге 1. 28 ноября 2021 года в поединке против «Университатя» Шут забил первый гол за команду.

## Международная карьера
22 марта 2024 года в товарищеском матче против сборной Северной Ирландии Шут дебютировал за национальную сборную Румынии. 